# Sorygaza manto
Sorygaza manto là một loài bướm đêm trong họ Noctuidae.